# Peroryctes raffrayana
Il bandicoot di Raffray (Peroryctes raffrayana Milne Edwards, 1878) è un marsupiale dell'ordine dei Peramelemorfi. È largamente diffuso su tutti gli altopiani della Nuova Guinea (Indonesia e Papua Nuova Guinea) e sull'Isola di Yapen. Abita le foreste pluviali ad altitudini comprese tra i 60 e i 3900 m, sebbene sia più comune oltre i 1000 m. Viene cacciato dagli indigeni a scopo alimentare, ma non è una specie minacciata.